# Mario Pirani
Mario Pirani Coen (Roma, 3 agosto 1925 – Roma, 18 aprile 2015) è stato un giornalista, economista e scrittore italiano di origine ebraica.

## Biografia
Nato in una famiglia borghese di origine ebraiche, Mario Pirani visse sulla sua pelle le leggi razziali promulgate dal regime fascista. Iscritto al Partito Comunista Italiano, si distanziò progressivamente dal partito negli anni Cinquanta fino ad uscirne definitivamente nel 1961. Funzionario dell'Eni, strinse una duratura amicizia con Giorgio Ruffolo (all'epoca anch'egli funzionario dello stesso Ente) e con altri economisti di sinistra. Mantenne, comunque, un costante dialogo con il Pci, anche se si era avvicinato alle posizioni del Psi.
Si è iscritto all'Ordine dei giornalisti del Lazio il 19 gennaio 1958. Con le esperienze professionali presso le testate Pattuglia, Il Giorno e Il Globo, ebbe un ruolo di primo piano nell'istituire il giornalismo economico in Italia. Nel 1976, partecipò, insieme a Eugenio Scalfari alla fondazione de la Repubblica, diventando il vicedirettore, con Gianni Rocca e Giampaolo Pansa. Ha continuato a collaborare con il quotidiano fino alla sua scomparsa.

Pirani (secondo da destra) il 14 gennaio 1976, alle rotative della Repubblica, in occasione del lancio ufficiale del quotidiano

Fu anche direttore de L'Europeo dal 1979 al 1980, succedendo a Giovanni Valentini. Fu incaricato di dirigere Amministrazione civile. Nel 1995 ha vinto il Premiolino.
Il suo ultimo libro, Poteva andare peggio, è una autobiografia, che fu recensita con particolare affetto da Eugenio Scalfari.

### La morte
Muore nella sua abitazione a Roma il 18 aprile 2015 all'età di 89 anni; la camera ardente viene allestita il giorno seguente presso la sala della Protomoteca del Palazzo Senatorio in Campidoglio, mentre il 20 aprile viene sepolto con cerimonia religiosa svoltasi nel Tempio Israelitico, alla presenza di tanti volti della politica e del giornalismo, nel cimitero ebraico di Prima Porta, dove riposa, a Roma.

## Opere
- Il fascino del nazismo. Il caso Jenninger: una polemica sulla storia, Il Mulino, 1989,  p. 157, ISBN 88-15-02337-2.
- Il futuro dell'economia visto dai maggiori economisti mondiali, Arnoldo Mondadori Editore, 1993,  pp. 229, ISBN 88-04-36582-X.
- È scoppiata la terza guerra mondiale? Le democrazie tra pacifismo e difesa, Arnoldo Mondadori Editore, 2004,  p. 302, ISBN 88-04-54624-7.
- Poteva andare peggio. Mezzo secolo di ragionevoli illusioni, Arnoldo Mondadori Editore, 2010,  p. 430, ISBN 88-04-59360-1.